# Comerç triangular

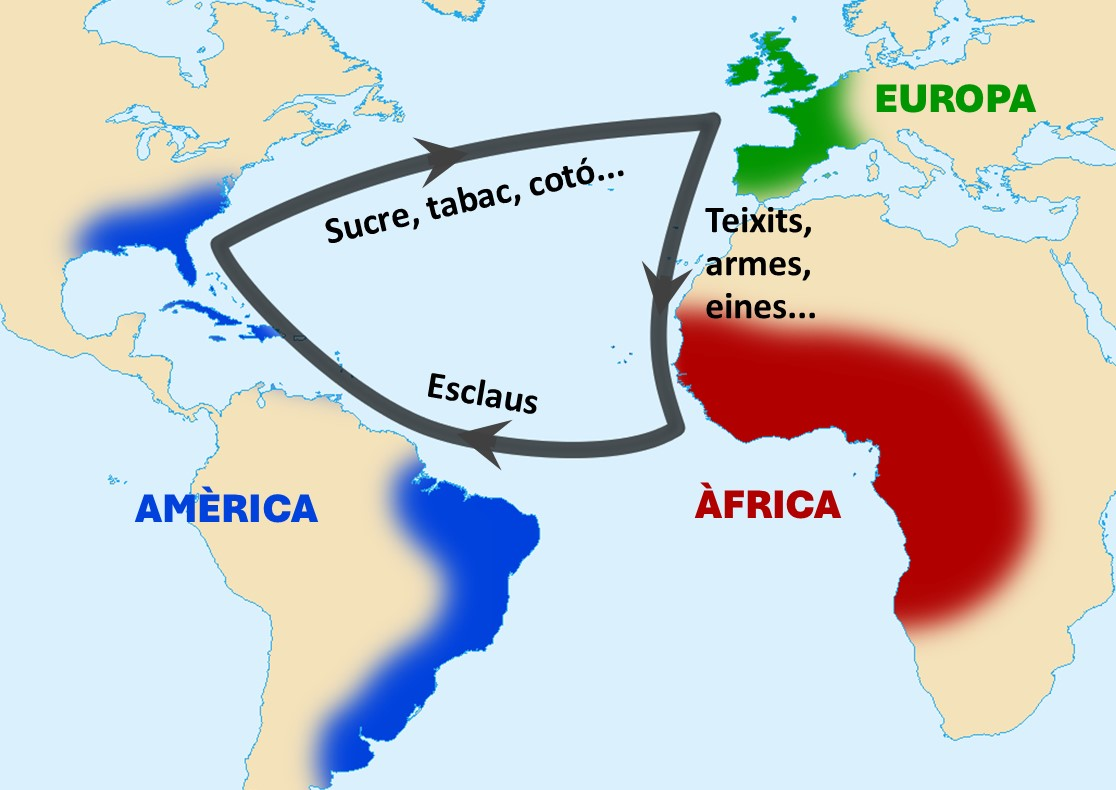
Comerç triangular atlàntic.

El comerç triangular era una ruta comercial establerta a l'Oceà Atlàntic del segle xvi fins al xix, de manera que fou un fenomen històric de llarga durada, i en la qual estava involucrat el tràfic d'esclaus. Afectava tres continents i la seva ruta formava una mena de triangle entre Europa, Àfrica i Amèrica, fet al qual deu el nom.
Començava amb la sortida d'Europa Occidental (Portugal, Espanya, França, Anglaterra o Països Baixos) amb manufactures o subministraments de tota classe. Es recalava a la costa occidental d'Àfrica, entre els rius Senegal i Congo i amb centre en la zona genèricament coneguda com a Guinea, on s'intercanviaven aquestes manufactures poc valuoses (cascavells, granadura de colors, teles de poca qualitat) amb els reis de les tribus locals per esclaus capturats d'altres tribus; així, les elits locals incentivaven les guerres amb tribus veïnes per tenir capital per intercanviar. La següent escala eren les illes de les Antilles o la costa americana, on els esclaus i la major part de les mercaderies europees eren venuts, i es carregaven productes colonials (sucre, tabac, cacau, cotó…) i metalls preciosos de tornada a Europa.
L'establiment d'aquesta ruta només va ser possible després dels descobriments geogràfics de final del segle xv, que obriren les rutes atlàntiques als vaixells europeus, fet que suposà una alternativa a la ruta tradicional cap a Orient pel Golf Pèrsic o per la Mar Roja, la qual era un dels fonaments del comerç àrab d'esclaus. Al seu torn, la possibilitat tècnica d'aquesta ruta es basava en la circulació cel·lular de corrents oceànics i vents entorn de l'anticicló de les Açores (els vents alisis i el corrent del Golf).
El manteniment d'aquesta relació comercial va tenir unes conseqüències transcendentals per al desenvolupament econòmic diferencial de les tres zones afectades, perquè és un exemple clar de comerç colonial en el qual la metròpoli es veu beneficiada pel valor afegit de la seva producció industrial i la colònia, estigui subjecta formalment o no al pacte colonial, funciona com un mercat captiu. Especialment perjudicial va ser l'esclavitud per a l'Àfrica, atès que la va condemnar a segles d'endarreriment econòmic i desorganització política que varen continuar amb la colonització formal, a final del segle xix, en l'anomenat Repartiment d'Àfrica, una vegada abolit internacionalment el tràfic d'esclaus, i no es va remeiar amb les independències del segle xx.
El comerç triangular tingué un paper important en la història de l'esclavisme a Catalunya, atès que, entre final del segle xviii i començament del xix, força comerciants i empresaris catalans feren fortuna amb el tràfic d'esclaus entre l'Àfrica i Amèrica, cosa que possibilità l'acumulació de capital per part de la burgesia catalana i el començament de la Revolució Industrial a Catalunya. En menor mesura, entre els negrers catalans també n'hi hagué de mallorquins.